# Gare de Kintetsu-Tambabashi
La gare de Kintetsu-Tambabashi (近鉄丹波橋駅, Kintetsu-Tanbabashi-eki) est une gare ferroviaire de la ville de Kyoto au Japon. La gare est gérée par la compagnie Kintetsu.

## Situation ferroviaire
La gare de Kintetsu-Tambabashi est située au point kilométrique (PK) 6,0 de la ligne Kintetsu Kyoto.

## Histoire
La gare est ouverte par le chemin de fer électrique de Nara le 15 novembre 1928 sous le nom de gare de Horiuchi. La gare ferme en 1945 à la suite de l'interconnexion avec la gare de Tambabashi de la compagnie Keihan. La compagnie Kintetsu, qui a absorbé le chemin de fer électrique de Nara, rouvre la gare en 1967, et la renomme gare de Kintetsu-Tambabashi à la suite de la suppression de l'interconnexion en 1968.

## Service des voyageurs

### Accès et accueil
La gare dispose d'un bâtiment voyageurs, avec guichets, ouvert tous les jours.

### Desserte
- Ligne Kintetsu Kyoto :
  - voie 1 : direction Yamato-Saidaiji, Kintetsu-Nara, Tenri, Kashiharajingu-mae et Kashikojima
  - voie 2 : direction Kyoto

### Intermodalité
La gare de Tambabashi sur la ligne principale Keihan est située à l'ouest de la gare.